# Bożena Betley
Bożena Betley (ur. 19 listopada 1940 w Dąbrowie na Wołyniu) – polska śpiewaczka operowa (sopran), solistka Opery i Operetki w Bydgoszczy, a od 1973 roku Opery Narodowej w Warszawie.

## Życiorys
Po ukończeniu szkoły muzycznej w latach 60. występowała w zespole Meteory oraz grała w orkiestrze Opery Warszawskiej jako pierwsza flecistka. Pracując w tzw. kanale, kształciła głos i w 1968 r. ukończyła studia wokalne. W tym samym roku została przyjęta do pracy w bydgoskiej Operze i Operetce, debiutując jako Aida w operze G. Verdiego. Po udanym występie w Operze żebraczej B. Brittena (1968) i debiucie operetkowym w Księżniczce czardasza I. Kálmána (1968), zaśpiewała Hannę w Strasznym dworze S. Moniuszki. Z partią tą wystąpiła gościnnie w Teatrze Miejskim w Ostrawie.
W tym czasie zwróciła na siebie uwagę nie tylko ciekawym prowadzeniem partii wokalnej, ale także grą aktorską. W 1969 r. została laureatką II nagrody na Konkursie Moniuszkowskim we Wrocławiu. W 1970 r. na Międzynarodowym Festiwalu Śpiewaczym w Tuluzie zdobyła drugie miejsce w kategorii głosów żeńskich oraz srebrny medal ufundowany przez Radę Miasta Paryża. Sukces ten szeroko odnotowała bydgoska prasa, bo był to pierwszy międzynarodowy i tak prestiżowy splendor, jaki przypadł artyście reprezentującemu bydgoski teatr operowy.
W kolejnych latach tworzyła kreacje operowe w spektaklach: Czarodziejski flet W.A. Mozarta (Pamina), Zaczarowane koło J. Gablenza (Basia), Don Carlos G. Verdiego (Elżbieta Valois), Poławiacze pereł G. Bizeta (Leila) oraz operetkowe w Krainie uśmiechu F. Lehára. Po zdobyciu wokalnych i scenicznych doświadczeń w Bydgoszczy w 1973 r. została zaangażowana do Teatru Wielkiego w Warszawie. Na przywitanie ze stołeczną publicznością zaśpiewała dwie partie w prapremierach polskich oper współczesnych: Chłopach W. Rudzińskiego (Jagna) i Diabłach z Loudun K. Pendereckiego (Siostra Gabriela). Po sukcesach krajowych uzyskała także poklask za granicą, co pozwalało ją z czasem zaliczyć do grona najbardziej eksportowych polskich śpiewaczek operowych.
W kolejnych latach pojawiała się w Bydgoszczy na gościnnych występach, śpiewając na koncertach w Filharmonii Pomorskiej. Dała też kilka wokalnych recitali, m.in. z okazji jubileuszu Bydgoskiego Towarzystwa Muzycznego. Członkini Polskiego Stowarzyszenia Pedagogów Śpiewu.

## Nagrania telewizyjne
- 1976 – Stanisław Moniuszko, Bardzo straszny dwór – film telewizyjny 1976 (fragmenty): Andrzej Hiolski (Miecznik), Bogdan Paprocki (Stefan), Bernard Ładysz (Skołuba), Bożena Betley (Hanna), Pola Lipińska (Jadwiga), [null Bożena Brun-Barańska] (Cześnikowa), Beata Artemska (Straszydło Brunhilda), reżyseria: Maria Fołtyn i Tadeusz Piotrowski, scenariusz Bogusław Kaczyński, Opera Poznańska, Zespół „Wielkopolska”, realizacja w Rogalinie i Srebrnej Górze.